# Martti Hirviniemi
Martti Hirviniemi (Helsinki, Vantaa, 1933. május 23. – Helsinki, 2005. március 2.) finn nemzetközi labdarúgó-játékvezető.

## Pályafutása

### Nemzeti játékvezetés
A játékvezetői vizsgát 1949-ben tette le.  1958-ban lett hazája legfelső szintű labdarúgó-bajnokságának játékvezetője. Az egyik legjobb, legfoglalkoztatottabb nemzeti bíró volt. Első ligás mérkőzéseinek száma: 200. Bajnoki mérkőzésvezetéseinek számát 2007-ben Mikko Vuorela döntötte meg.

### Nemzetközi játékvezetés
A Finn labdarúgó-szövetség Játékvezető Bizottsága (JB) terjesztette fel nemzetközi játékvezetőnek, a Nemzetközi Labdarúgó-szövetség (FIFA) 1958-tól tartotta nyilván bírói keretében. 1976-ban a legrégebbi FIFA játékvezető. Több nemzetek közötti válogatott és klubmérkőzést vezetett. 16 nemzetek közötti válogatott, 5 Európa-kupa, 4 Kupagyőztesek Kupája, 8 UEFA Kupa mérkőzésen szerepelt vezető játékvezetőként. A finn nemzetközi játékvezetők rangsorában, a világbajnokság-Európa-bajnokság sorrendjében többedmagával az 1. helyet foglalja el 10 találkozó szolgálatával. Az aktív nemzetközi játékvezetéstől 1981-ben búcsúzott.

#### Világbajnokság
Nemzetközi foglalkoztatására jellemző, hogy hat világbajnoki döntőhöz vezető úton Chilébe a VII., az 1962-es labdarúgó-világbajnokságra, Angliába a VIII., az 1966-os labdarúgó-világbajnokságra, Mexikóba a IX., az 1970-es labdarúgó-világbajnokságra, Németországba a X., az 1974-es labdarúgó-világbajnokságra, Argentínába a XI., az 1978-as labdarúgó-világbajnokságra, illetve Spanyolországba a XII., az 1982-es labdarúgó-világbajnokságra a FIFA JB játékvezetőként alkalmazta.
| Időpont              | Helyszín                         | Mérkőzés típusa           | Mérkőzés                | Eredmény | Nézők száma |
| -------------------- | -------------------------------- | ------------------------- | ----------------------- | -------- | ----------- |
| 1961. június 18.     | Lenin Stadion, Moszkva           | előselejtező (5. csoport) | Szovjetunió–Törökország | 1 : 0    | 100 000     |
| 1965. május 27.      | Lerkendal Stadion, Trondheim     | előselejtező (3. csoport) | Norvégia–Luxemburg      | 4 : 2    | 22 166      |
| 1968. szeptember 25. | Idrætsparken Stadion, Koppenhága | előselejtező (2. csoport) | Dánia–Csehszlovákia     | 0 : 3    | 30 258      |
| 1973. augusztus 29.  | Adelaarshorst Stadion, Deventer  | előselejtező (3. csoport) | Hollandia–Izland        | 8 : 1    | 23 000      |
| 1972. október 15.    | Nya Ullevi Stadion, Göteborg     | előselejtező (1. csoport) | Svédország–Málta        | 1 : 1    | 24 277      |
| 1977. augusztus 31.  | Goffert Stadion, Nijmegen        | előselejtező (3. csoport) | Hollandia–Izland        | 4 : 1    | 25 000      |
| 1980. június 18.     | Solna Stadion, Stockholm         | előselejtező (6. csoport) | Svédország–Izrael       | 1 : 1    | 24 711      |

#### Európa-bajnokság
Három európai-labdarúgó torna döntőjéhez vezető úton Olaszországba a III., az 1968-as labdarúgó-Európa-bajnokságra, Belgiumba a IV., az 1972-es labdarúgó-Európa-bajnokságra, valamint Jugoszláviába az V., az 1976-os labdarúgó-Európa-bajnokságra az UEFA JB játékvezetőként foglalkoztatta.
| Időpont           | Helyszín                    | Mérkőzés típusa           | Mérkőzés           | Eredmény | Nézők száma |
| ----------------- | --------------------------- | ------------------------- | ------------------ | -------- | ----------- |
| 1967. április 8.  | Rote Erde Stadion, Dortmund | előselejtező (4. csoport) | NSZK–Albánia       | 6 : 0    | 32 000      |
| 1971. április 21. | Wembley Stadion, London     | előselejtező (3. csoport) | Anglia–Görögország | 3 : 0    | 55 123      |
| 1975. április 16. | Wembley Stadion, London     | előselejtező (1. csoport) | Anglia–Ciprus      | 0 : 3    | 68 245      |

## Sportvezetőként
Az aktív játékvezetői pályafutását befejezve a Finn Játékvezető Bizottság megbízásából a bírók fizikai állóképességének felelőseként edzőként, illetve ellenőrként tevékenykedett.

## Szakmai sikerek
- 1982-ben a nemzetközi játékvezetés hírnevének erősítése, hazájában 10 éve a legmagasabb Ligában (osztályban) folyamatosan tevékenykedő, eredményes pályafutása elismeréseként, a FIFA JB felterjesztésére az 1965-ben alapított International Referee Special Award címmel és oklevéllel tüntette ki.
- 1993-ban játékvezetőként, egyedüliként a Finn labdarúgás dicsőségfalára került,
- 1987-ben Helsinkiben a klubok képviselői megválasztották tiszteletbeli tagnak,
- megkapta a Finn Labdarúgó-szövetség aranyérmét,
- a FIFA a nemzetközi szövetség ezüstérmével tüntette ki.